# Дальняя (село)
Да́льняя (до 1948 года Ата́н-Алчи́н; укр. Дальня, крымскотат. Atan Alçın, Атан Алчын) — исчезнувшее село в Ленинском районе Республики Крым, располагавшееся на юге района и Керченского полуострова, у западного берега Узунларского озера, примерно в 12 км к юго-востоку от современного села Вулкановка.

## История
Первое документальное упоминание села встречается в Камеральном Описании Крыма… 1784 года, судя по которому, в последний период Крымского ханства Атан Алчин входил в Орта Керченский кадылык Кефинского каймаканства. После присоединения Крыма к России (8) 19 апреля 1783 года, (8) 19 февраля 1784 года, именным указом Екатерины II сенату, на территории бывшего Крымского Ханства была образована Таврическая область и деревня была приписана к Левкопольскому, а после ликвидации в 1787 году Левкопольского — к Феодосийскому уезду Таврической области. После Павловских реформ, с 1796 по 1802 год, входила в Акмечетский уезд Новороссийской губернии. По новому административному делению, после создания 8 (20) октября 1802 года Таврической губернии, Атан-Алчин был включён в состав Кадыкелечинской волости Феодосийского уезда.
По Ведомости о числе селений, названиях оных, в них дворов… состоящих в Феодосийском уезде от 14 октября 1805 года , деревня записана как Эльгеры-Кипчак-Алчин (вместе Атан-Алчин и Ильгеры-Кипчак) в которой числилось 19 дворов и 143 жителя. На военно-топографической карте генерал-майора Мухина 1817 года деревни обозначены как один Алчин с 21 двором. После реформы волостного деления 1829 года Атан Алалгин, согласно «Ведомости о казённых волостях Таврической губернии 1829 года», отнесли к Чалтемирской волости (переименованной из Кадыкелечинской). Видимо, вследствие эмиграции крымских татар в Турцию деревня опустела, и на карте 1836 года в деревне 7 дворов, а на карте 1842 года Атан-Алчин обозначен условным знаком «малая деревня» (это означает, что в нём насчитывалось менее 5 дворов).
В 1860-х годах, после земской реформы Александра II, деревню приписали к Сарайминской волости. Согласно «Списку населённых мест Таврической губернии по сведениям 1864 года», составленному по результатам VIII ревизии 1864 года, Атан-Алчин — владельческая татарская деревня с 12 дворами и 35 жителями при озере Узунларском. По обследованиям профессора А. Н. Козловского начала 1860-х годов, в селении колодцев не было, имелись только ауты, которые высыхали в течение лета (Аут — небольшой пруд в степном Крыму, наполнявшийся дождевой и талой водой). На трёхверстовой карте Шуберта 1865—1876 года в деревне Атан-Алчин обозначено 14 дворов. По «Памятной книге Таврической губернии 1889 года», включившей результаты Х ревизии 1887 года, в деревне Атан-Алчин числилось 27 дворов и 151 житель.
После земской реформы 1890-х годов деревню передали в состав Петровской волости. По «…Памятной книжке Таврической губернии на 1892 год» в Атан-Алчине, входившем в Джапар-Бердинское сельское общество, числилось 28 жителей в 6 домохозяйствах, а в безземельном Атан-Алчине, не входившем в сельское общество — 115 жителей, домохозяйств не имеющих. На верстовой карте Крыма 1896 года в селении обозначено 42 двора с татарско-русским населением. По «…Памятной книжке Таврической губернии на 1902 год», в деревне Атан-Алчин, входившей в Джапар-Бердынское сельское общество, числилось 220 жителей в 40 домохозяйствах. По Статистическому справочнику Таврической губернии. Ч.II-я. Статистический очерк, выпуск пятый Феодосийский уезд, 1915 год, в деревне Атан-Алчин Петровской волости Феодосийского уезда числилось 37 дворов (7 дворов с землёй, 30 — безземельные) с татарским населением в количестве 46 человек приписных жителей и 128 «посторонних», из которых 93 мужчины и 81 женщина. Жители владели 545 десятинами удобной земли. В хозяйствах имелось 30 лошадей, 102 вола, 68 коров и 414 голов овец, свиней, или коз.
После установления в Крыму Советской власти, по постановлению Крымревкома, 25 декабря 1920 года был образован Керченский (степной) уезд, а, постановлением ревкома № 206 «Об изменении административных границ» от 8 января 1921 года была упразднена волостная система и село вошло в состав Петровского района Керченского уезда, а в 1922 году уезды получили название округов. 11 октября 1923 года, согласно постановлению ВЦИК, в административное деление Крымской АССР были внесены изменения, в результате которых округа были отменены, Петровский район упразднили, влив в Керченский район. Согласно Списку населённых пунктов Крымской АССР по Всесоюзной переписи 17 декабря 1926 года, в селе Атан-Алчин, Харджи-Биенского сельсовета Керченского района, числилось 33 двора, все крестьянские, население составляло 155 человек, из них 151 татарин и 4 русских, действовала татарская школа I ступени (пятилетка). Постановлением ВЦИК «О реорганизации сети районов Крымской АССР» от 30 октября 1930 года (по другим сведениям 15 сентября 1931 года) Керченский район упразднили и село включили в состав Ленинского. На подробной карте РККА Керченского полуострова 1941 года в селе отмечен 41 двор.
В 1944 году, после освобождения Крыма от фашистов, согласно Постановлению ГКО СССР № 5859 от 11 мая 1944 года, 18 мая крымские татары были депортированы в Среднюю Азию. С 25 июня 1946 года селение в составе Крымской области РСФСР. Указом Президиума Верховного Совета РСФСР от 18 мая 1948 года Атан-Алчин переименовали в Дальнюю. Исключена из учётных данных в 1952 году, судя по доступным источникам, в связи с организацией Керченского полигона.

### Динамика численности населения
| - 1805 год — 143 чел. - 1864 год — 35 чел. - 1889 год — 151 чел. - 1892 год — 143 чел. | - 1902 год — 220 чел. - 1915 год — 46/128 чел. - 1926 год — 155 чел. |